# Coloma Seró Costa
Coloma Seró Costa (L'Albagés, 12 juny 1912 - Lunèl, Erau, Occitània, 20 de desembre de 1996) va ser una mestra republicana, primera regidora de cultura de l'Ajuntament de Vilafranca del Penedès. (En alguns arxius apareix amb els cognoms alternatius dels seus dos marits, Anta i Grobocopatel). A finals de gener de 1939 va marxar a l'exili amb una seixantena de nens. Va estar internada al camp d'Argelers. Durant la Segona Guerra Mundial, va lluitar amb la Resistència a la França ocupada. Va ser deportada i va sobreviure als Camps de Ravensbrück i Bergen-Belsen, d'on va ser alliberada el 1945.

## Biografia
Nascuda al petit poble de L'Albagés, a la comarca de Les Garrigues, era filla de Josep Seró Espasa i Teresa Costa Siuraneta, de Cal Cabaler Seró. (En alguns escrits erronis consta el cognom Serós i dades de naixement del 9 de juny i 12 de juliol). Havia estudiat magisteri i el febrer de 1936 va guanyar la plaça d'interina a l'escola mixta de Montpol, una de les set entitats habitades del municipi de Lladurs. A l'inici de la Guerra Civil, es va afiliar al PSUC i va compaginar l'ensenyament amb l'activitat política. L'abril del 1938 es va traslladar a Vilafranca i el 24 de juny va entrar a l'Ajuntament com a regidora de Cultura. Durant la guerra es va casar o aparellar amb Inàcio Augusto Anta, un portuguès nascut a Bragança el 5 abril 1906, que s'havia incorporat voluntari a l'exèrcit republicà com a tinent d'artilleria i que va morir el 1945 víctima de l'Holocaust nazi). A finals de gener de 1939, amb la desfeta del bàndol republicà, Seró, que també havia assumit tasques d'assistència social, va marxar a l'exili amb un grup de seixanta criatures orfes o separades de llurs famílies. Va ser internada al camp d'Argelers i un cop alliberada es va traslladar a la zona de la Gironda, on va treballar de mestra. Coneguda com Coloma Anta, durant la Segona Guerra Mundial, va lluitar a les files de la resistència amb els Maquisards de Talença. Detinguda i empresonada a Burdeus, el 21 d'abril de 1943 va ser enviada al camp de Compiègne-Royallieu, que era el punt de concentració abans de la deportació a Ravensbrück. El 31 gener 1944 va sortir un comboi amb centenars de dones jueves i preses de diverses nacionalitats, entre les quals Neus Català i moltes catalanes que s'amuntegaven en vagons de bestiar, quasi sense menjar ni beure, en un viatge de més de setanta-dues hores. El 3 de febrer van ingressar en el Block 22, desposseïdes de llur personalitat, rapades, vestides amb l'uniforme de ratlles, marcat amb un triangle roig i una S que les identificava com a Spanierin (preses polítiques espanyoles). A Coloma Serós li va ser assignat el número 27.037.
Les pèssimes condicions higièniques, el fred intens, la manca d'aliments, el treball esgotador, els càstigs físics i els experiments mèdics, van delmar ràpidament el nombre de presoneres més grans. La catalana Maria del Carme Gardell García, mare de Sabina Bartolí, va emmalaltir greument i, encara agonitzant, va ser llençada a un munt de cadàvers apilats entre dos barracons. Dues dones franceses la van reconèixer i de nit, esquivant la llum dels reflectors, es van arriscar a treure-la. Va morir en braços de Coloma Seró que li va prodigar les últimes paraules de consol. L'escriptora Montserrat Roig va documentar aquest fet en el seu llibre Els catalans als camps nazis. Posteriorment va escriure el poema Morir a Ravensbrück, que va ser musicat i cantat per Marina Rosell.
Més tard, Seró va ser enviada al camp de Bergen-Belsen, d'on va ser alliberada el 28 de febrer de 1945. Repatriada a França, es va instal·lar novament a Telance i després a Tolosa i Mende, El 15 novembre 1950 es va casar amb el guerriller Victor Grobocopatel, amb qui va formar part activa de l'Amical dels antics Guerrillers Espanyols a França, fins a principis de 1979. No consta cap informació fiable posterior, però la seva tomba va ser localitzada a Montpeller pel tècnic de l'Ajuntament de Lleida Josep Serra Grau.
El 15 novembre 2022 l'Ajuntament de Vilafranca va decidir en sessió plenària dignificar i retre homenatge a Coloma Seró Costa i va aprovar que el seu nom tingués un espai en el futur nomenclàtor de la ciutat.